# میم
میم (به انگلیسی: meme) یا مِم (به فرانسوی: mème) یا الگوی رفتاری، واحد اطلاعات فرهنگی است که از طریق تقلید منتشر می‌شود. اصطلاح «میم» را (از واژهٔ یونانی mimema، به‌معنای «تقلیدشده») در سال ۱۹۷۶ زیست‌شناس فرگشتی بریتانیایی ریچارد داوکینز در کتاب خود ژن خودخواه معرفی کرد. میم ایده یا رفتار یا روشی است که از طریق فرهنگ از فردی به فرد دیگر منتشر می‌شود – اغلب با هدف انتقال یک پدیدهٔ مشخص، موضوع یا معنایی که توسط آن بازنمایی می‌شود. یک میم به عنوان واحدی عمل می‌کند برای انتقال ایده‌های فرهنگی، نمادها، یا رسم‌هایی که قابل انتقال هستند از ذهنی به ذهن دیگر از طریق نوشتار، سخنرانی، ژست‌ها، مناسک یا سایر پدیده‌های تقلیدپذیر با مضمونی قابل تقلید.

## واژه‌شناسی
در سال ۱۹۷۶ ریچارد داوکینز درکتاب ژن خودخواه از این واژه به منظور تأکید بر شباهت آن به ژن بهره جست. ریچارد داوکینز این کلمه را با کوتاه کردن mimeme که از کلمه یونانی mimema (به معنای «چیزی که تقلید شده») ابداع کرد. او اظهار می‌دارد که مایل به بکار بردن واژه‌ای تک بخشی بوده است که از نظر آوایی شبیه به واژه «ژن» باشد.
فرهنگ لغت کالج دنیای جدید وبستر، میم را اینگونه تعریف می‌کند: «مفهوم، باور یا عملی که به عنوان واحدی از اطلاعات فرهنگی تصور می‌شود که ممکن است از فردی به فرد دیگر، تحت تأثیر تأثیراتی مشابه انتخاب طبیعی منتقل شود».
میمتیک نام یک رشته علمی است که به مطالعه میم‌ها و فرگشت و گسترش فرهنگ آنها می‌پردازد.

## تعریف
میم، واحد اطلاعات فرهنگی است که از طریق تقلید منتشر می‌شود. زیست‌شناس فرگشتی بریتانیایی ریچارد داوکینز در کتاب خود ژن خودخواه میم‌ها را همتایان فرهنگی ژن‌های بیولوژیکی پنداشت و آنها را، همانند ژن‌های «خودخواه»، به‌گونه‌ای فرض کرد که بر بازتولید خود احاطهٔ کامل دارند و درنتیجه در خدمت اهداف و غایت خود نیز هستند. با توجه به این اصطلاحات، میم‌ها حامل اطلاعاتی هستند، تکثیر می‌شوند و از فردی به فرد دیگر انتقال می‌یابند، این توانایی را دارند که با تأثیر یا بدون تأثیر بر سازگاری انسانی (تولیدمثل و بقا) تغییر یابند، به‌طور تصادفی جهش یابند، و دست‌خوش انتخاب طبیعی شوند. بااین‌حال مفهوم میم تا حد زیادی به‌صورت نظری باقی مانده است. همچنین با توجه به ایدهٔ خودخواهی و به‌کارگیری این مفهوم در زمینهٔ تحول فرهنگ‌ها که پایه و اساس حوزهٔ ممِتیک را شکل می‌دهد، این مفهوم مناقشه‌انگیز است.

## در فرهنگ
میم‌ها در یک فرهنگ می‌توانند به اشکال مختلفی درآیند، مانند یک طرزفکر، مهارت، رفتار، عبارت یا سبکی خاص. تکثیر و انتقال یک میم هنگامی رخ می‌دهد که یک فرد واحدی از اطلاعات فرهنگی را که متضمن یک میم است از فرد دیگری کپی کند. فرایند انتقال در درجهٔ نخست از طریق ارتباط کلامی، بصری یا الکترونیکی انجام می‌شود، از کتاب و مکالمه گرفته تا تلویزیون، ایمیل یا اینترنت. میم‌هایی که بیشترین موفقیت را در کپی‌شدن و انتقال‌یافتن دارند، در یک فرهنگ غالب می‌شوند.
کندوکاو در روابط بین تحول فرهنگی، انتقال فرهنگی، و تقلید منجر به نظریه‌های جالبِ‌توجهی دربارهٔ میم‌ها شده است. به‌عنوان مثال، تصورات مختلفی دربارهٔ ماهیت میم‌ها پدیدار شده است، مانند اینکه آنها سودمند، خنثی یا مضر هستند.
- ممکن است میم‌ها ذاتاً مضر تفسیر شوند زیرا به گفتهٔ برخی محققان میم‌ها انگل‌ها یا ویروس‌های ذهن‌اند؛ هنگامی که با ذهن انسان تلفیق شوند، هدف اصلی‌شان تکثیر شدن می‌شود، درحالی‌که انسان کنترل کمی بر آنها دارد یا هیچ کنترلی ندارد.
- برخی میم‌ها بی‌خطر یا مفید هستند اما می‌توانند خطرناک شوند زیرا پس از آنکه در ذهن انسان جای گرفتند خود را به دست سوءاستفاده می‌سپارند. به‌عنوان مثال، اگرچه میم‌های مرتبط با تفکرات مذهبی یا سیاسی ممکن است برای افراد دارنده‌شان مفید باشند، اما همین میم‌ها زمانی که به افرادی با میم‌های سیاسی و فرهنگی متفاوت تحمیل شوند، ممکن است باعث آسیب شود، مانند اتفاقی که در جریان ازدست‌رفتن سنت‌های مذهبی، ثبات اجتماعی یا سیاسی می‌افتد. میم‌های مرتبط با تفکرات مذهبی یا سیاسی نیز ممکن است مورد سوءاستفاده قرار گیرند؛ مثل مواردی از فرقه‌های مذهبی یا دسته‌های افراطی که ممکن است منجر به مرگ افراد شوند.
- میم‌های مفید می‌توانند شامل مواردی باشند که سلامت و بقای انسان را ارتقا می‌دهند مانند میم‌های مرتبط با بهداشت.[۲]

## توضیح
طرفداران این نظریه را مطرح می‌کنند که میم‌ها یک پدیده ویروسی هستند که ممکن است توسط انتخاب طبیعی به شیوه ای مشابه با فرگشت تکامل یابند. میم‌ها این کار را از طریق فرآیندهای مشابه با فرآیندهای تغییر، جهش، رقابت و وراثت انجام می‌دهند، که هر کدام بر موفقیت تولیدمثلی یک میم تأثیر می‌گذارند. میم‌ها از طریق رفتاری که در میزبان خود ایجاد می‌کنند پخش می‌شوند. میم‌هایی که تکثیر کمتر پربار می‌شوند ممکن است تبدیل به منقرض شوند، در حالی که بقیه ممکن است زنده بمانند، پخش شوند و (در خوب یا بد) جهش پیدا کنند. میم‌هایی که به‌طور مؤثری تکرار می‌شوند، از موفقیت بیشتری برخوردارند، و برخی ممکن است حتی زمانی که برای رفاه میزبان خود مضر هستند، به‌طور مؤثر تکرار شوند.
مفهوم میم‌ها را به عنوان همسانی برای ژن‌ها در نظر می‌گیرند، از این منظر که آن‌ها خود-تکثیر، جهش‌یابنده و واکنش پذیر نسبت به فشارهای انتخاب‌کننده هستند. طرفداران این‌گونه استدلال، می‌گویند که میم‌ها پدیده‌هایی ویروس‌مانند هستند که ممکن است از طریق انتخاب طبیعی به روشی مشابه فرگشت طبیعی به وجود بیایند. میم‌ها این کار را از طریق فرایندهای تغییر، تقلید، رقابت و توارث انجام می‌دهند که هر کدام از آن‌ها بر موفقیت تکثیرپذیری آن اثر می‌گذارد. میم‌ها از طریق رفتاری که در میزبانان خود شکل می‌دهند تکثیر می‌شوند. میم‌هایی که با فراوانی کمتری منتشر شوند منقرض خواهند شد، در حالی که ممکن است سایر آن‌ها باقی مانده، پخش شده و کم‌و بیش تقلید شوند. میم‌هایی که با بالاترین اثرگذاری تکرار شوند موفقیت بیشتری را نیز کسب می‌کنند و برخی نیز به نحو کارآمدی تکثیر می‌شوند، حتی زمانی که آن‌ها برای به‌زیستی میزبانان خود زیان‌بخش باشند. حوزه‌ای از مطالعات که «ممتیکس» نامیده می‌شود در دههٔ ۱۹۹۰ میلادی پدید آمد تا مفاهیم انتقال میم‌ها را تحت چارچوب مدل کاملی بررسی کنند. منتقدانی از طیف‌های مختلف، امکان آزمون میم‌ها به لحاظ تجربی توسط مطالعات دانشگاهی را به چالش کشیده‌اند، اگر چه پیشرفت‌ها در زمینه عکسبرداری از فعالیت‌های عصبی امکان مطالعات تجربی را ایجاد کرده است، برخی مفسران در علوم اجتماعی ایده‌ای که براساس آن کسی بتواند فرهنگ را در قالب واحدهایی مجزا طبقه‌بندی کند مورد پرسش قرار می‌دهند و به‌طور خاص در مورد ذات زیستی بنیان‌های این تئوری موضع انتقادی داشته‌اند. سایرین نیز استدلال می‌کنند که این نوع از کاربرد این مفهوم نتیجه برداشت نادرست از طرح اصلی است.

## چرخه عمر میمتیک: انتقال، نگهداری

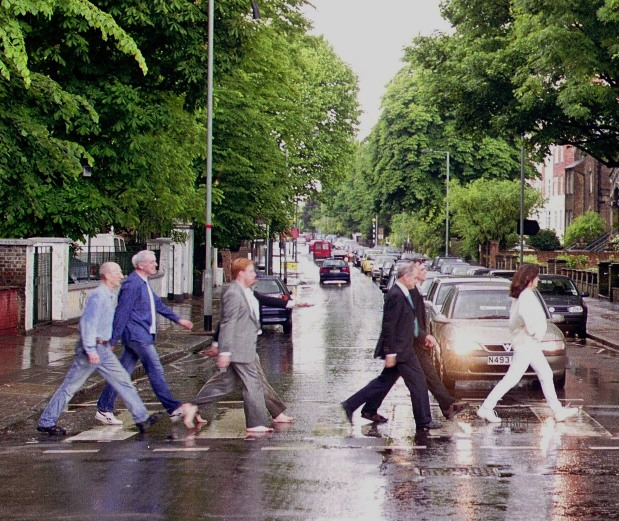
تقلید از جلد آلبوم بیتلز ابی رود (۱۹۶۹)، که در آن اعضای گروه از جاده در مقابل ابی رود استودیوز در یک ردیف عبور می‌کنند. بین طرفداران و بازدیدکنندگان لندن محبوب شده است.

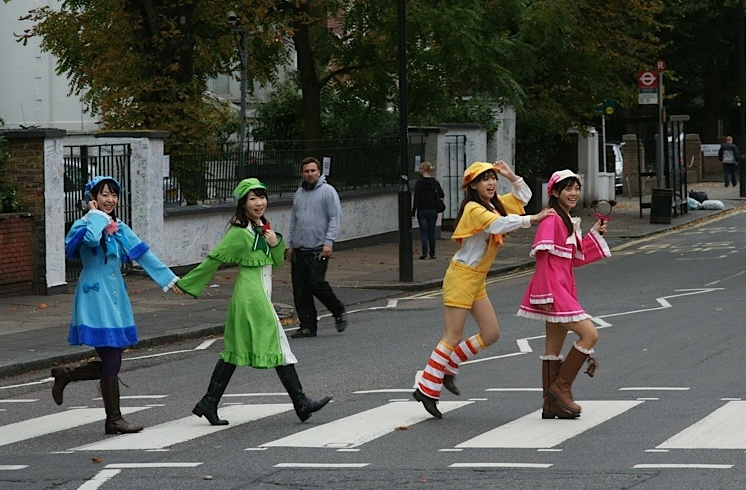
چهار بازیگر زن ژاپنی فرانچایز رسانه‌ای تانتی اپرا میلکی هولمز جلد بیتلز را در سال ۲۰۱۰ بازسازی کردند و با لباس‌های فیلمشان میم اصلی بیتلز را گسترش دادند.

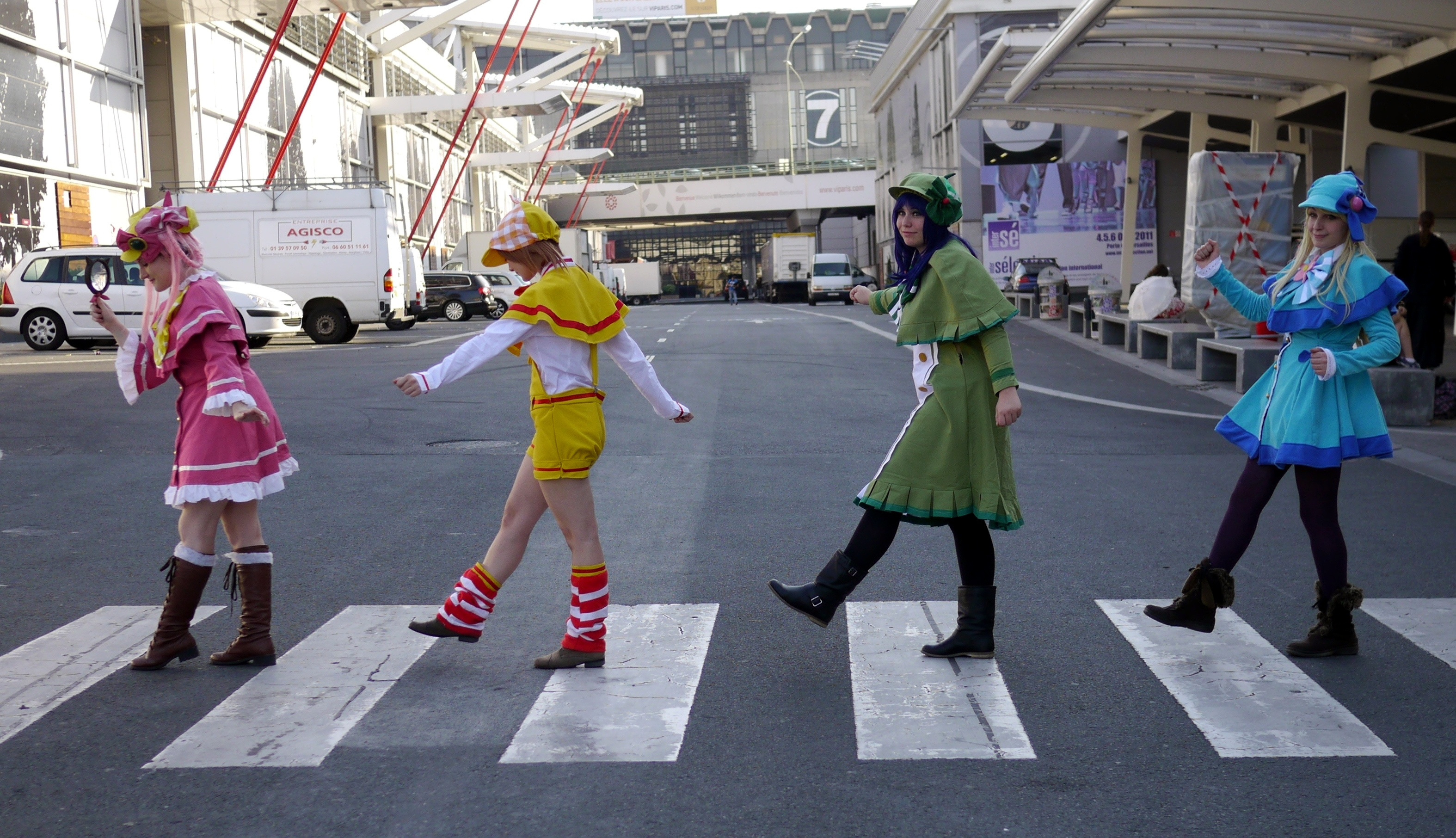
در سال ۲۰۱۱، چهار کازپلی میم بالا را در طول همایش مانگا پاریس مانگا ۲۰۱۲ در گذرگاه زبرا در پاریس تقلید کردند؛ بنابراین میم را از وضعیت ریشه ای سال ۱۹۶۹ که در لندن اتفاق افتاده بود، بیشتر جدا کرد.

میم‌ها، مشابه ژن‌ها، از نظر استعدادشان برای تکثیر متفاوت است. میم‌های موفق باقی می‌مانند و پخش می‌شوند، در حالی که میم‌های نامناسب متوقف می‌شوند و فراموش می‌شوند؛ بنابراین، میم‌هایی که در تکرار و بقا مؤثرتر هستند، در مجموعه میم‌ها انتخاب می‌شوند.
میم‌ها ابتدا نیاز به نگهداری دارند. هر چه یک میم بیشتر در میزبان خود بماند، شانس انتشار آن بیشتر است. وقتی یک میزبان از یک میم استفاده می‌کند، عمر میم افزایش می‌یابد. استفاده مجدد از فضای عصبی میزبان کپی یک میم خاص برای میزبانی میم‌های مختلف بزرگ‌ترین تهدید برای کپی آن میم است. یک میم که طول عمر میزبان خود را افزایش می‌دهد، عموماً بیشتر زنده می‌ماند. برعکس، میمی که طول عمر میزبان خود را کوتاه می‌کند، سریعتر ناپدید می‌شود. با این حال، از آنجایی که میزبان‌ها فانی هستند، نگهداری برای تداوم یک میم در دراز مدت کافی نیست. میم‌ها نیز نیاز به انتقال دارند.
میم‌ها با کپی کردن از یک سیستم عصبی به سیستم دیگر، یا از طریق ارتباط یا تقلید تکثیر می‌شوند. تقلید اغلب مستلزم کپی برداری از رفتار فرد دیگری است. ارتباط ممکن است مستقیم یا غیرمستقیم باشد، جایی که میم‌ها از طریق یک نسخه ضبط شده در یک منبع بی جان، مانند کتاب یا پارتیتور از فردی به فرد دیگر منتقل می‌شوند. آدام مک نامارا پیشنهاد کرده است که میم‌ها را می‌توان به عنوان میم داخلی یا خارجی (i-memes یا e-memes) طبقه‌بندی کرد.
برخی از مفسران انتقال میم‌ها را به گسترش عفونت تشبیه کرده‌اند. "اصطلاح "سرایت" اغلب با میمتیک‌ها همراه است. ممکن است بگوییم که برخی از میم‌ها مسری هستند، یا مسری‌تر از بقیه هستند." , جرم تقلیدی و خودکشی تقلیدی نمونه‌ای از میم‌ها هستند که به عنوان تقلید مسری از ایده‌ها دیده می‌شوند. ناظران تقلید مسری میم‌ها را از پدیده‌های غریزی مسری مانند خمیازه کشیدن و خندیدن که آنها را رفتارهای فطری (و نه از نظر اجتماعی آموخته شده) می‌دانند، متمایز می‌کنند.
آرون لینچ (نویسنده) هفت الگوی کلی انتقال میم یا «سرایت فکر» را شرح داد:
1. کمیت والدین: ایده ای که بر تعداد فرزندان فرد تأثیر می‌گذارد. کودکان به‌طور خاص به ایده‌های والدین خود واکنش نشان می‌دهند، و بنابراین ایده‌هایی که مستقیم یا غیرمستقیم نرخ زاد و ولد بالاتر را تشویق می‌کنند، با نرخ بالاتری نسبت به ایده‌هایی که از افزایش نرخ تولد جلوگیری می‌کنند، تکرار می‌شوند.
2. کارآمدی والدین: ایده ای که نسبت کودکانی را که ایده‌های والدین خود را اتخاذ می‌کنند افزایش می‌دهد. جدایی‌خواهی فرهنگی نمونه‌ای از تمرینی است که در آن می‌توان انتظار نرخ بالاتری از تکرار میم را داشت - زیرا میم برای جداسازی مانعی در برابر قرار گرفتن در معرض ایده‌های رقیب ایجاد می‌کند.
3. تبلیغ دینی: افکار عموماً فراتر از فرزندان خود به دیگران منتقل می‌شود. ایده‌هایی که تبلیغ دینی یک میم را تشویق می‌کنند، همان‌طور که در بسیاری از جنبش‌های مذهبی یا سیاسی دیده می‌شود، می‌توانند میم‌ها را به‌صورت افقی در یک نسل خاص تکرار کنند، و سریع‌تر از انتقال میم‌ها از والدین به فرزند گسترش می‌یابند.
4. حفاظتی: ایده‌هایی که بر آنهایی که آنها را نگه می‌دارند تأثیر می‌گذارد تا برای مدت طولانی همچنان آنها را حفظ کنند. ایده‌هایی که باعث افزایش طول عمر در میزبان خود می‌شود، یا میزبان خود را به ویژه در برابر رها کردن یا جایگزینی این ایده‌ها مقاوم می‌کند، قابلیت حفظ میم‌ها را افزایش می‌دهد و در مقابل رقابت یا تبلیغ دینی دیگر میم‌ها محافظت می‌شود.
5. مخالف: ایده‌هایی که بر کسانی که آنها را وادار به حمله یا خرابکاری به ایده‌های رقیب و/یا آنهایی که آنها را نگه می‌دارند تأثیر می‌گذارد. زمانی که میم به خودی خود تجاوز به میم‌های دیگر را تشویق می‌کند، تکرار مخالف می‌تواند در انتقال میم مزیتی ایجاد کند.
6. شناختی: ایده‌هایی که توسط اکثر جمعیتی که با آنها مواجه می‌شوند، قانع‌کننده تلقی می‌شوند. میم‌های منتقل شده به صورت شناختی به شدت به مجموعه ای از ایده‌ها و ویژگی‌های شناختی دیگر که در حال حاضر به‌طور گسترده در جمعیت وجود داشته است، بستگی دارد، و بنابراین معمولاً منفعلانه تر از سایر اشکال انتقال میم منتشر می‌شود. الگوهای رفتاری منتشر شده در انتقال شناختی به عنوان خود تکراری به حساب نمی‌آیند.
7. انگیزشی: ایده‌هایی که افراد به دلیل درک منافع شخصی در پذیرش آنها، اتخاذ می‌کنند. به بیان دقیق، میم‌های منتقل‌شده با انگیزه به خودی خود منتشر نمی‌شوند، اما این شیوه انتقال اغلب در ارتباط با میم‌هایی است که در حالت‌های کارآمد والدین، تبلیغی و حفاظتی خود تکرار می‌شوند.

## جهش، انتخاب و انتقال عمودی میم‌های خداباورانه در قوانین مذهبی
مطالعه قوانین مذهبی باستانی و مدرن خاور نزدیک، جهش، انتخاب و انتقال عمودی واحدهای متنی تقویت‌کننده برازش (توان یک ارگانیسم برای بقا و تولیدمثل) را که به عنوان الگوهای رفتاری خداباورانه تعریف می‌شوند، آشکار می‌کند. اولین میم‌های خداباورانه ثبت شده به اضطراب مرگ می‌پرداخت و اولین رابطه انسان با خدا را تعریف می‌کرد. الگوهای رفتاری خداباورانه که از نظر تئوری می‌توانند بر برازش از طریق انتخاب و گنجاندن در قوانین مذهبی تأثیر بگذارند، شامل باورهای دیکته شده در مورد:
1. خودآگاهی در دنیایی ناشناخته: میم‌های خداباور یهودی نسبت به سایر داستان‌های پیدایش خاور نزدیک پاسخ‌های معتبرتری به پرسش‌های خودآگاهی از جمله: از کجا آمده‌ام؟ خدا کیست؟ وقتی من بمیرم چه اتفاقی می‌افتد؟ آیا زندگی پس از مرگ وجود دارد؟ ارائه می‌دهد. روی این زیرساخت با اعتبار فزاینده، الگوهای خداباورانه دیگری ایجاد شد که موفقیت باروری را تسهیل می‌کرد.
2. استراتژی‌ها و رفتارها نسبت به دیگران و درون خانواده هسته‌ای، کاهش تعارض بین افراد گروه از جمله تأثیرات این میم‌ها بود. خدای عبری دستور داد: «در دل خود از برادرت متنفر مباش، همسایه خود را به هیچ وجه ملامت مکن و بر او گناه مکن. انتقام مکن و از فرزندان قوم خود کینه ای نداشته باش، بلکه تو باید همسایه خود را مانند خودت دوست داشته باشی، من خداوند هستم.» استراتژی کلی به وضوح به همکاری برای کل جمعیت تغییر کرده بود. سایر مم‌های خداباورانه خانواده هسته ای را از طریق قوانین سختگیرانه در مورد اطاعت و احترام به والدین و حفظ خانواده از طریق رعایت دقیق مناسک مذهبی تثبیت کردند.
3. رفتارهای جنسی مناسب در ازدواج: قانون دینی می‌گوید که مردان و زنان یهودی باید ازدواج کنند و به عنوان زن و شوهر باید بچه‌دار شوند.[۱۰]

منع اعمال جنسی ناهنجار مانند زنا با محارم، زنا، همجنس‌گرایی، حیوان‌خواهی، اختگی و فحشای مذهبی می‌تواند توان انسان را برای بقا و تولیدمثل را بیشتر کند. جهش قابل توجهی از میم خداباوری باستانی خاور نزدیک قربانی‌کردن کودک در عهد عتیق در داستان قربانی کردن اسحاق مستند شده است. میم‌های خداباورانه منتقل شده عمودی در قانون عبری تا حد زیادی در قوانین مذهبی مسیحی و مسلمانان گنجانده شده است. جهش‌های میم‌های خداباورانه در طول انتقال عمودی به این قوانین دیگر باعث می‌شود که ثبات برازش برای جمعیت غیریهودی و عرب یکسان باشد و به دلیل استراتژی‌های مختلف مورد استفاده برای تولید قوانین همگن و ارتدکس قابل توجه است.

## میم اینترنتی
در اوایل قرن بیست‌ویکم میم‌های اینترنتی یا میم‌هایی که در فرهنگ اینترنتی پدیدار می‌شوند، محبوبیت یافتند و علاقه‌ای دوباره به مفهوم میم ایجاد کردند. میم‌های اینترنتی از طریق تقلید، معمولاً به‌وسیلهٔ ایمیل، رسانه‌های اجتماعی و انواع مختلف وب‌سایت‌ها از فردی به فرد دیگر انتشار می‌یابند. آنها اغلب به‌شکل تصاویر، ویدئوها یا سایر رسانه‌هایِ حاوی اطلاعات فرهنگی هستند که به‌جای جهش تصادفی، افراد عمداً آنها را تغییر داده‌اند. بااین‌حال تغییر تعمدی آنها، تلقی اصلی داوکینز از میم‌ها را نقض می‌کند و به همین دلیل داوکینز و تا حدی دیگر محققان میم‌های اینترنتی را علی‌رغم شباهت میم اینترنتی به دیگر انواع میم‌ها، بازنمود متفاوتی از مفهوم میم (در معنایی که آنها آن را اول‌بار وضع کردند) می‌پندارند.

## تأثیرات فرگشتی روی میم‌ها
داوکینز به سه شرطی که برای وقوع فرگشت باید وجود داشته باشد اشاره کرد:
1. تنوع، یا معرفی تغییرات جدید به عناصر موجود؛
2. وراثت یا تکثیر، یا ظرفیت ایجاد کپی از عناصر؛
3. دیفرانسیل «سازگاری»، یا فرصتی برای اینکه یک عنصر کم و بیش متناسب با محیط باشد نسبت به یک عنصر دیگر.

داوکینز تأکید می‌کند که فرایند فرگشت به‌طور طبیعی هر زمان که این شرایط وجود داشته باشند اتفاق می‌افتد و فرگشت فقط برای عناصر آلی مانند ژن‌ها اعمال نمی‌شود. او میم‌ها را نیز دارای ویژگی‌های لازم برای فرگشت می‌داند و بنابراین فرگشت میم را نه صرفاً مشابه فرگشت ژنتیکی، بلکه پدیده ای واقعی و تابع قوانین انتخاب طبیعی می‌داند. داوکینز خاطرنشان کرد که همان‌طور که ایده‌های مختلف از یک نسل به دیگری منتقل می‌شوند، ممکن است بقای افرادی که آن ایده‌ها را به دست می‌آورند افزایش دهند یا از آن بکاهند یا بر بقای خود ایده‌ها تأثیر بگذارند. برای مثال، یک فرهنگ خاص ممکن است طرح‌ها و روش‌های منحصربه‌فردی برای ساخت ابزار ایجاد کند که به آن مزیت رقابتی نسبت به فرهنگ دیگر بدهد؛ بنابراین، هر طرح ابزار تا حدودی شبیه به ژن بیولوژیکی عمل می‌کند، زیرا برخی از جمعیت‌ها آن را دارند و برخی دیگر ندارند، و عملکرد میم مستقیماً بر حضور طرح در نسل‌های آینده تأثیر می‌گذارد. داوکینز با رعایت این تز که در فرگشت می‌توان ارگانیسم‌ها را صرفاً به‌عنوان «میزبان» مناسب برای تولید مثل ژن‌ها در نظر گرفت، استدلال می‌کند که می‌توان افراد را به‌عنوان «میزبان» برای تکثیر میم‌ها در نظر گرفت. در نتیجه، یک میم موفق ممکن است نیازی به ارائه هیچ مزیتی برای میزبان خود داشته باشد یا نداشته باشد.
برخلاف فرگشت ژنتیکی، فرگشت ممتیک می‌تواند هر دو ویژگی داروینیسم و لامارکیسم را نشان دهد. مم‌های فرهنگی ویژگی وراثت لامارکی را دارند زمانی که میزبان بخواهد الگوی داده شده را از طریق استنتاج به جای کپی کردن دقیق آن تکرار کند. به عنوان مثال، انتقال یک مهارت ساده مانند چکش زدن میخ را در نظر بگیرید، مهارتی که زبان آموز از تماشای نمایش بدون تقلید از هر حرکت گسسته‌ای که توسط معلم در نمایش الگوبرداری شده است، تقلید می‌کند. سوزان بلک‌مور تفاوت بین دو حالت وراثت را در فرگشت میم‌ها متمایز می‌کند و حالت داروینی را «کپی کردن دستورالعمل‌ها» و لامارکی را به عنوان «کپی کردن محصول» توصیف می‌کند.
خوشه‌هایی از میم‌ها، یا «میمپلکس» (همچنین به‌عنوان «مجموعه‌های میم» شناخته می‌شوند)، مانند آموزه‌ها و نظام‌های فرهنگی یا سیاسی، نیز ممکن است در پذیرش میم‌های جدید ممپلکس‌ها شامل گروه‌هایی از میم‌ها هستند که با هم تکثیر می‌شوند و با هم تطبیق می‌یابند. میم‌هایی که در یک میمپلکس موفق قرار می‌گیرند ممکن است با «بر کول سوار شدن» در مورد موفقیت میمپلکس مورد پذیرش قرار گیرند.
به عنوان مثال، جان دی. گوتش در مورد انتقال، جهش و انتخاب ممپلکس‌های مذهبی و میم‌های خداباورانه موجود بحث می‌کند. میم‌های خداباورانه مورد بحث شامل «منع اعمال جنسی ناهنجار مانند زنا با محارم، زنا، همجنس‌گرایی، حیوان‌خواهی، اختگی و فحشای مذهبی» است که ممکن است انتقال عمودی ممپلکس مذهبی والدین را افزایش داده باشد. میم‌های مشابه در اکثر ممپلکس‌های مذهبی گنجانده می‌شوند و با گذشت زمان سخت‌تر می‌شوند. آنها به یک «قانون خدشه ناپذیر» یا مجموعه جزم‌اندیشی تبدیل می‌شوند و در نهایت به قانون سکولار راه پیدا می‌کنند. این را می‌توان به عنوان انتشار یک تابو نیز نامید.

## نقد
جان گری در مقاله میم یک ایده خطرناک می‌نویسد، «میم چیزی نیست جز یک دگم شبه علمی که در آن میم‌ها با ژن‌ها، ویروس‌ها، انگل‌ها یا عوامل عفونی که برای بقای خود در مغز انسان رشد می‌کنند مقایسه می‌شوند. میم یک ایده خطرناک است که تهدیدی برای مطالعه جدی آگاهی و تکامل فرهنگی است.» نقدهای دیگری بر این دیدگاه از عرصه نشانه‌شناسی و توسط کسانی همچون ترنس دیکن و کلوی کول ارائه شده است. ارنست مایر از دیگر منتقدان این دیدگاه است.